# Juegos Deportivos Centroamericanos
Los Juegos Deportivos Centroamericanos más conocidos como Juegos Centroamericanos, son un evento multideportivo regional en los cuales compiten atletas de los países que conforman el istmo centroamericano: Belice, Guatemala, El Salvador, Honduras, Nicaragua, Costa Rica y Panamá.
La primera edición de los Juegos Centroamericanos se llevó a cabo en Guatemala, en noviembre de 1973 y desde entonces se realizan cada 4 años en ciudades centroamericanas, a excepción de la edición que correspondía a 2021, postergada a 2022 y finalmente cancelada.
Fueron creados por la Organización Deportiva Centroamericana (ORDECA) con el reconocimiento de Comité Olímpico Internacional (COI), estando incluidos dentro del ciclo olímpico para los deportistas de los países participantes.
Históricamente Guatemala ha sido la gran potencia, dominando el medallero acumulado.

## Ediciones
| Año  | Evento              | Sede                                                               | Sede                                                               | Duración                        | Países | Deportes | Atletas |
| ---- | ------------------- | ------------------------------------------------------------------ | ------------------------------------------------------------------ | ------------------------------- | ------ | -------- | ------- |
| 1973 | Guatemala 1973      | Bandera de Guatemala                                               | Bandera de Guatemala                                               | 24 de noviembre 30 de noviembre | 6      | 16       | 966     |
| 1973 | Guatemala 1973      | Ciudad de Guatemala                                                | Guatemala                                                          | 24 de noviembre 30 de noviembre | 6      | 16       | 966     |
| 1977 | San Salvador 1977   | Bandera de El Salvador                                             | Bandera de El Salvador                                             | 25 de noviembre 1 de diciembre  | 5      | 19       | 1282    |
| 1977 | San Salvador 1977   | San Salvador                                                       | El Salvador                                                        | 25 de noviembre 1 de diciembre  | 5      | 19       | 1282    |
| 1986 | Guatemala 1986      | Bandera de Guatemala                                               | Bandera de Guatemala                                               | 4 de enero 10 de enero          | 5      | 23       | 1320    |
| 1986 | Guatemala 1986      | Ciudad de Guatemala                                                | Guatemala                                                          | 4 de enero 10 de enero          | 5      | 23       | 1320    |
| 1990 | Tegucigalpa 1990    | Bandera de Honduras                                                | Bandera de Honduras                                                | 5 de enero 11 de enero          | 7      | 23       | 2082    |
| 1990 | Tegucigalpa 1990    | Tegucigalpa                                                        | Honduras                                                           | 5 de enero 11 de enero          | 7      | 23       | 2082    |
| 1994 | San Salvador 1994   | Bandera de El Salvador                                             | Bandera de El Salvador                                             | 14 de enero 31 de enero         | 7      | 27       | 2112    |
| 1994 | San Salvador 1994   | San Salvador                                                       | El Salvador                                                        | 14 de enero 31 de enero         | 7      | 27       | 2112    |
| 1997 | San Pedro Sula 1997 | Bandera de Honduras                                                | Bandera de Honduras                                                | 5 de diciembre 12 de diciembre  | 7      | 25       | 2290    |
| 1997 | San Pedro Sula 1997 | San Pedro Sula                                                     | Honduras                                                           | 5 de diciembre 12 de diciembre  | 7      | 25       | 2290    |
| 2001 | Guatemala 2001      | Bandera de Guatemala                                               | Bandera de Guatemala                                               | 25 de noviembre 3 de diciembre  | 7      | 33       | 2255    |
| 2001 | Guatemala 2001      | Ciudad de Guatemala                                                | Guatemala                                                          | 25 de noviembre 3 de diciembre  | 7      | 33       | 2255    |
| 2006 | Centroamérica 2006  | Bandera de Guatemala · Bandera de Honduras · Bandera de Costa Rica | Bandera de Guatemala · Bandera de Honduras · Bandera de Costa Rica | 3 de marzo 12 de marzo          | 6      | 19       | 1095    |
| 2006 | Centroamérica 2006  | Varias ciudades de Centroamérica                                   | Guatemala, Honduras, Nicaragua, Costa Rica, Panamá                 | 3 de marzo 12 de marzo          | 6      | 19       | 1095    |
| 2010 | Panamá 2010         | Bandera de El Salvador                                             | Bandera de El Salvador                                             | 9 de abril 19 de abril          | 6      | 23       | 1739    |
| 2010 | Panamá 2010         | Ciudad de Panamá y San Salvador                                    | Panamá y El Salvador                                               | 9 de abril 19 de abril          | 6      | 23       | 1739    |
| 2013 | San José 2013       | Bandera de Costa Rica                                              | Bandera de Costa Rica                                              | 3 de marzo 17 de marzo          | 7      | 26       | 2784    |
| 2013 | San José 2013       | San José                                                           | Costa Rica                                                         | 3 de marzo 17 de marzo          | 7      | 26       | 2784    |
| 2017 | Managua 2017        | Bandera de Nicaragua                                               | Bandera de Nicaragua                                               | 3 de diciembre 17 de diciembre  | 7      | 28       | 3500    |
| 2017 | Managua 2017        | Managua                                                            | Nicaragua                                                          | 3 de diciembre 17 de diciembre  | 7      | 28       | 3500    |
| 2025 | Guatemala 2025      |                                                                    |                                                                    | 18 de octubre 30 de octubre     | 7      | 42       |         |
| 2025 | Guatemala 2025      | Ciudad de Guatemala                                                | Guatemala                                                          | 18 de octubre 30 de octubre     | 7      | 42       |         |

## Medallero histórico

Mapa de naciones que participan en los juegos centroamericanos.

| Núm.  | País        | Oro  | Plata | Bronce | Total |
| ----- | ----------- | ---- | ----- | ------ | ----- |
| 1     | Guatemala   | 982  | 930   | 761    | 2673  |
| 2     | El Salvador | 725  | 609   | 743    | 2077  |
| 3     | Costa Rica  | 673  | 616   | 654    | 1943  |
| 4     | Panamá      | 410  | 416   | 437    | 1263  |
| 5     | Honduras    | 400  | 353   | 780    | 1523  |
| 6     | Nicaragua   | 370  | 439   | 665    | 1474  |
| 7     | Belice      | 16   | 33    | 47     | 96    |
| Total | Total       | 3414 | 3396  | 3828   | 10638 |